# Еюп (канатна дорога)
41°02′59″ пн. ш. 28°56′03″ сх. д. / 41.04972222° пн. ш. 28.93416667° сх. д.
Канатна дорога Еюп, також Канатна дорога Еюп — П'єр Лоті ((тур. TF2 Eyüp–Piyerloti teleferik hattı)) — канатна дорога, що сполучає пагорб П'єр Лоті з Еюп на узбережжі Золотого Рогу. Відкрито 30 листопада 2005 року, завдовжки 384 м. Має позначення лінія Tf2 Стамбульської транспортної компанії.

## Технічна характеристика
- Довжина лінії: 384 м
- Кількість станцій: 2
- Кількість кабін: 4
- Тривалість поїздки: 2.75 хвилин
- Години роботи: 8:00 — 23:00 (влітку), 8:00 — 22:00 (взимку)
- Щоденний пасажирообіг: 4000 осіб
- Кількість щоденних поїздок: 200
- Інтервал: Кожні 5 хвилин в години пік
- Комерційна швидкість: 4 м/с
- Вантажопідйомність на одну кабіну (8 осіб): 650 кг
- Транспортна потужність: 576 пасажирів щогодини
- Тривалість поїздки: 165 секунд
- Середня кількість поїздок на годину: 18
- Вартість проїзду: ₺ 1.95 (by Istanbulkart)

## Ресурси Інтернету
- Eyüp-Piyerloti Aerial Cable Car Line [Архівовано 15 квітня 2016 у Wayback Machine.]